# 아모르 아 팔로스
《아모르 아 팔로스》(스페인어: Amor a palos)은 2005년 방영된 베네수엘라의 텔레노벨라이다.